# いわき郷土戦士ジャンガラー
いわき郷土戦士ジャンガラー（いわききょうどせんしジャンガラー）は福島県いわき市のヒーローキャラクター（ローカルヒーロー）。

## 概要
2010年10月23日、いわき駅前で開かれた地域活性化イベント「いってみっぺ2010」（いわき青年会議所主催）にてジャンガラーは誕生した。当時のローカルヒーローブームに乗って創案されたとされ、コスチュームのモチーフは地元に伝わる「じゃんがら念仏踊り」である。
当初は、いわき市の子どもたちに夢と勇気を与えるシンボルヒーローとして活動していたが、2011年3月11日におきた東日本大震災により約3ヵ月の活動休止を余儀なくされた。しかしその年の10月15日、「いわき復活プロジェクト いってみっぺ2011」にて復活し活動を再開。郷土戦士としての誇りを胸に、熱い思いで悪に立ち向かい「いわき」を守ることを宣言する。現在は、全国各地のさまざまなイベントに出演し、いわき市の文化や伝統、名所や特産物を紹介する観光PRショーを積極的に行い、いわきの復興に取り組んでいる。

## キャラクター

### 郷土戦士ジャンガラー
ジャンガラー
人々のいわきを思う心が生み出した正義のヒーロー。いわきの伝統芸能じゃんがら踊りの「技」、古生代より受け継がれたシーラカンスの「体」により、無敵の強さを誇る。必殺技は「念仏ファイヤー」。ほかに「メヒカリスライサー」、「ウニ爆弾」などの必殺技がある。
J・アクア
ジャンガラー兄弟の次弟。いわき市の新しい食文化「カジキ料理」のカジキがモチーフ。ジャンガラーと違いしゃべることができるため、ジャンガラーの通訳をしたりもする。必殺技は「ビルフィッシュ・ビーム」。
J・シーガル
ジャンガラーの妹。いわき市の鳥カモメがモチーフ。小名浜港を渡るカモメのような身軽さと、さんさんとふり注ぐ太陽のパワーを合わせた必殺技「サンシャイン・フェニックス」。

### 悪党の一味
デレスケ
ジャンガラーの宿敵。いわきの方言で、「だらしない者」の意味。名前とは裏腹に頭が切れ、部下の面倒見がいい。「デレスケー・ホロスケーキャンディ」という飴を配っては、食べ物で釣るという古典的な方法で仲間を増やす。
ホロスケ
デレスケーの子分。いわきの方言で「愚か者」の意味。J・シーガルに一目惚れをして以来、デレデレしっぱなし。いわきの人々を困らせる悪党にもかかわらず、いわきのデートスポットや特産品などに詳しい。子供が好きで、将来は幸せな家庭を築きたいらしい。
その他
現在、ホロスケーのほかに「ヘデナシー」、「チョロクデネー」、「ウッチャシー」、「ヤガマシー」などがいるが、ろくでもない集団でとにかく集まりが悪く、全員集合するのは極めて稀である。